# ميغيل رامون موراليس
ميغيل رامون موراليس (بالإسبانية: Miguel Ramón Morales)‏ (و. valor desconegut – 1855 م) هو سياسي من نيكاراغوا .
وهو عضو في حزب محافظي نيكاراغوا .